# HMS Turbulent (N98)
Pour les articles homonymes, voir HMS Turbulent.
Le HMS Turbulent (pennant number : N98) est un sous-marin de la classe T en service dans la Royal Navy. Construit au chantier naval Vickers-Armstrongs à Barrow-in-Furness, il est lancé en mai 1941.

## Conception
Les sous-marins de la classe S se sont avérés trop petits pour des opérations lointaines. Il fallut mettre en chantier la classe T qui avait 21 mètres de longueur en plus et un déplacement de 1000 tonnes. Alors que les bâtiments de la classe S avaient seulement six tubes lance-torpilles d'étrave, ceux de la classe T en avaient huit, dont deux dans un bulbe d'étrave, plus deux autres dans la partie mince de la coque au milieu du navire.

## Engagements
Le HMS Turbulent fut construit par Vickers-Armstrongs à Barrow-in-Furness. Sa quille fut posée le 15 mars 1940. Il fut lancé le 12 mai 1941 et mis en service dans la Royal Navy le 2 décembre 1941.
Le HMS Turbulent passa la majeure partie de sa carrière en mer Méditerranée. Durant cette période, il coula les navires suivants :
- six voiliers grecs : les Prodromos, Aghios Apostolos, Aghios Yonizov, Evangelista, Aghios Dyonysios et Aghia Traio ;
- neuf navires marchands italiens : Rosa M., Delia, Bolsena, Capo Arma, Regulus, Marte, Vittoria Beraldo, Pozzuoli et San Vincenzo ;
- les voiliers italiens Franco, San Giusto, Gesù Giuseppe e Maria et Pier Delle Vigne ;
- le destroyer italien de classe Navigatori Emanuele Pessagno ;
- l’épave du Strale qui s’était échoué près du cap Bon le 1er juin 1942 et qui a finalement été détruite par le HMS Turbulent ;
- le navire allemand Kreta ;
- le ravitailleur de sous-marins auxiliaire allemand Bengasi ;
- le pétrolier italien Utilitas.

Le HMS Turbulent a également endommagé le pétrolier italien Pozarica et le cargo italien Nino Bixio. Le Nino Bixio transportait plus de 3 000 prisonniers de guerre alliés, dont 336 ont été tués par l’explosion ou par noyade.
Le HMS Turbulent a également lancé des attaques infructueuses sur les navires suivants :
- un sous-marin non identifié au large de Fiume ;
- les navires marchands italiens Anna Maria Gualdi et Sestriere ;
- le sous-marin allemand U-81, en deux attaques ;
- le transport allemand Ankara ;
- le croiseur auxiliaire italien Ramb III, qui a été endommagé par le Turbulent alors qu’il était dans le port de Benghazi ;
- le petit cargo mixte (fret et passagers) italien Principessa Mafalda.

## Naufrage
Le 23 février 1943, le HMS Turbulent appareille d’Alger pour une patrouille dans la mer Tyrrhénienne. Le 1er mars, on suppose qu’il a torpillé et coulé le vapeur San Vincenzo. Le 3 mars, il a bombardé et coulé les voiliers italiens Gesù Giuseppe e Maria et Pier Delle Vigne. Le 12 mars, le chalutier armé anti-sous-marins Teti II aperçoit le périscope et le kiosque d’un sous-marin et l’attaque, sans obtenir la certitude que son attaque a été couronnée de succès. Le Turbulent n’a plus répondu aux messages radio à partir de cette date, et il n’est pas rentré au port comme prévu le 23 mars. Ainsi, on a longtemps pensé que le Turbulent avait été victime soit de l’attaque du Teti II, soit d’une mine au large de Maddalena, en Sardaigne. Des recherches plus récentes, cependant, suggèrent que l’attaque du 12 mars 1943 était en fait dirigée contre le sous-marin français Casabianca (qui y a survécu) et que le Turbulent pourrait avoir été coulé le 6 mars 1943 par des grenades anti-sous-marines larguées par le torpilleur italien Ardito au large de Punta Licosa, au sud de Naples.